# Alin Coțan
Alin Coțan (* 30. Oktober 1982, Timișoara) ist ein rumänischer Fußballspieler.

## Karriere
Coțan kam im Jahr 2001 in den Kader der ersten Mannschaft des FC Bihor Oradea in der Divizia B. In seiner ersten Spielzeit kam er 22 Mal zum Einsatz. In der Saison 2002/03 wurde er lediglich sechsmal berücksichtigt und stieg mit Bihor in die Divizia A auf. Nachdem er in der Spielzeit 2003/04 nur einmal eingesetzt worden war, verließ er Oradea zu Zweitligist Liberty Salonta. Dort konnte er in der Saison 2004/05 in der Divizia B fünf Tore in zwölf Spielen erzielen. Im Sommer 2015 verpflichtete ihn der ungarische Erstligist FC Sopron. 2006 spielte er dort in der Euro-League-Qualifikation.
Nach einem Jahr kehrte Coțan nach Rumänien zurück, wo er bei Erstligist UTA Arad anheuerte. Dort kam er in der Saison 2006/07 nur unregelmäßig zum Einsatz. Er entschloss sich zu einem Wechsel zu Petrolul Ploiești in die Liga II. Dort blieb er zwei Jahre lang und machte mit 15 Toren in 50 Spielen auf sich aufmerksam. Im Sommer 2009 unternahm er mit seinem Wechsel zu Oțelul Galați einen neuen Anlauf in der Liga 1.

## Sonstiges
2014 kam Coțan mit seiner Familie nach Deutschland, um bei einem Versandhändler zu arbeiten. Daneben spielte er noch bei unterklassigen deutschen Klubs Fußball.